# Monte Berlinghera
Il monte Berlinghera (1.930 m s.l.m.) è una vetta delle Alpi Lepontine sulla sponda occidentale del lago di Como e del lago di Mezzola.

## Descrizione

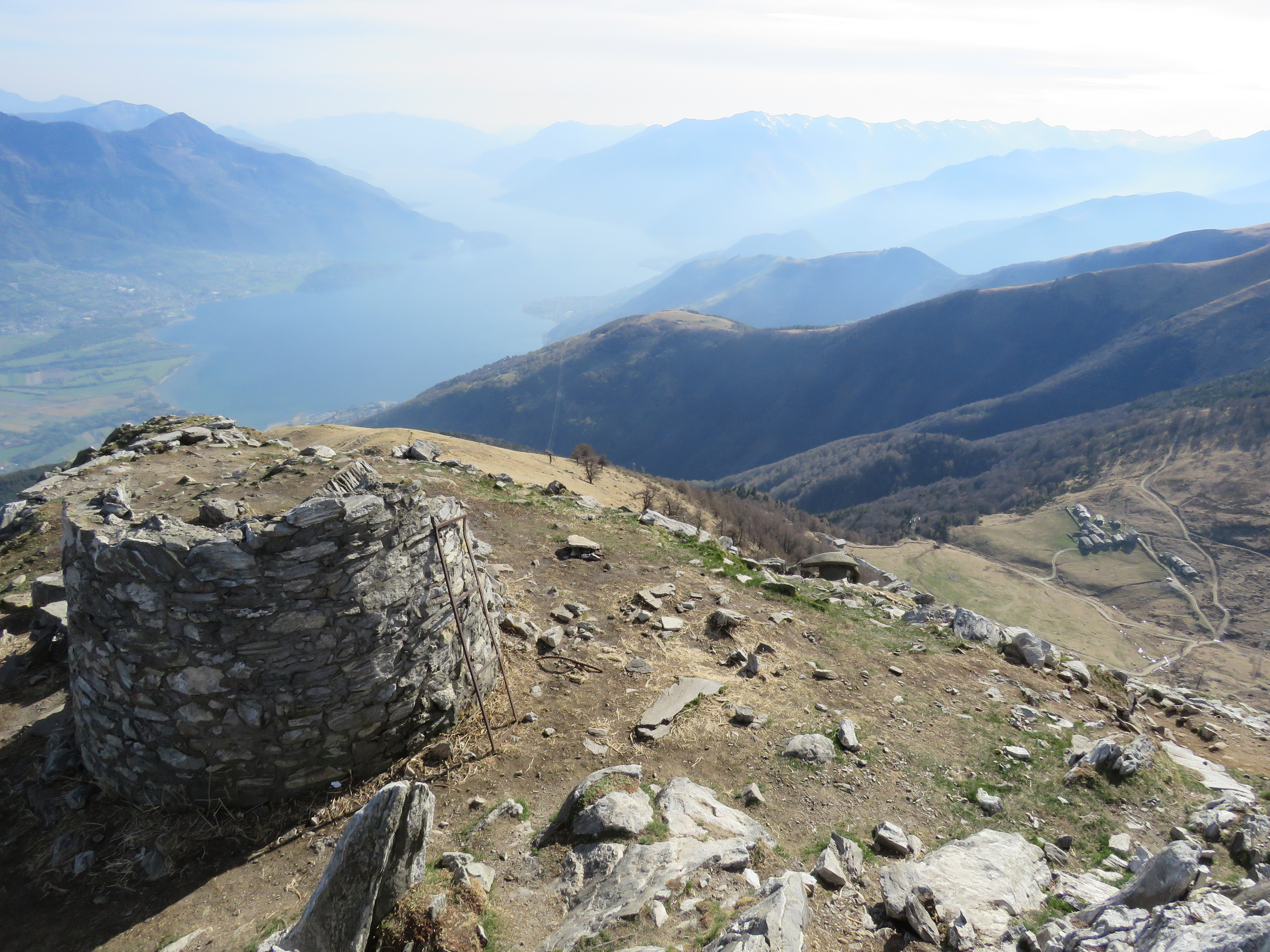
Vista dalla cima del monte

Sulla sua cima passa il confine tra la provincia di Como (versante sud nel comune di Sorico) e la provincia di Sondrio (versante nord nel comune di Samolaco). Le pendici scoscese sono delimitate a nord, est e sud dal torrente Mera e dal lago di Mezzola, e ospitano, alla confluenza del fiume col lago, il tempietto romanico di San Fedelino e le frazioni di Albonico, Bugiallo e Dascio.

## Escursioni
Riconosciuta da più riviste specializzate, l'ascensione alla vetta viene segnalata quale alto esempio del paesaggio prealpino caratterizzato da un elevatissimo grado di naturalità. Da Gera Lario si prende la strada per Montemezzo - Bugiallo seguendo poi le indicazioni per la chiesa di San Bartolomeo (1204 m). Lasciati i veicoli nei pressi di questo insolito edificio, si cammina in un fitto bosco fino a raggiungere un'ampia valle, colma di bestiame al pascolo. Sulla sinistra, ad un centinaio di metri, si trova l'"Alpe di Mezzo" (1540 m) e sulla destra, un po' più in alto, l'"Alpe Pescedo".

Si sale diritti, attraverso i pascoli, fino alla "Bocchetta Chiaro" (1660 m). Seguendo l'elettrodotto è impossibile sbagliare, sebbene il sentiero sia difficile da individuare. Raggiunta la bocchetta si prende a destra, la traccia è evidente ed abbastanza facile anche se in forte pendenza.

## Curiosità
Durante la fine della seconda guerra mondiale alle pendici del monte Berlinghera ricche di nascondigli naturali e fitti boschi, aveva presidio la 52ª Brigata Garibaldi "Luigi Clerici" la stessa che trasse in arresto Benito Mussolini il 28 aprile 1945 guidata dal partigiano Pier Luigi Bellini delle Stelle. L'alpeggio del Monte Berlinghera fece da scenario al massiccio rifornimento aereo Britannico nella notte del 5 aprile 1945. Su di esso infatti venne paracadutato materiale bellico per i partigiani del posto: 20 mitragliatrici pesanti, trecento Sten, mortai e munizioni.
Nell'anno 1969 sulla vetta venne costruita da parte del Gruppo Alpini di Sorico una cappella votiva. All'interno si conservavano diverse lapidi provenienti dai gruppi alpini italiani ed esteri a ricordo dei caduti di tutte le guerre.
La costruzione ebbe vita breve infatti pochi anni dopo venne sgretolata da un fulmine. Oggi esistono solo i muri perimetrali e un poco più a valle si riconosce ancora parte della curiosa copertura a forma di cappello d'alpino.